# 日本タイトルだけ大賞
日本タイトルだけ大賞（にほんタイトルだけたいしょう）とは、毎年、日本国内書籍の優れたタイトルを選出し、表彰するイベントである。
受賞の判断基準は、「国内での出版書籍のタイトルのみのコピー、美しさ、面白さ」であり、内容の優劣は一切問わない。そのためジャンルや出版形態などはバラエティに富んでいる。
選出にあたってはTwitterを利用した一般投票によるノミネートを行い、一般公開される選考イベントにて、作家、出版関係者、アルファブロガーらによる最終選考により受賞作品が決定される。選考から大賞決定までの様子はニコニコ生放送で生中継される。
2022年発表の第15回をもって終了した。

## 審査員
- 実行委員・審査員
  - 山田真哉（公認会計士、作家）
  - 吉永龍樹（ブロガー、web作家）
  - 上田渉（オトバンク代表取締役会長）
- 過去の審査員
  - 小飼弾（書評家、アルファブロガー）
  - 斎藤広達（ベストセラーBOOK TV司会・企画）
  - 土井英司（出版マーケティングコンサルタント、ビジネス書評家）
  - 古瀬絵理（フリーアナウンサー）
  - 矢島雅弘（「新刊ラジオ」ブックナビゲーター）
- ゲスト審査員
  - 第7回：佐野電磁（ミュージシャン、ラジオパーソナリティ）
  - 第8回 - 第15回：夢眠ねむ（「夢眠書店」店主[注 1]）

## 受賞リスト
| 回（年）              | 大賞                                                           | 残念賞                                                                            |
| --------------------- | -------------------------------------------------------------- | --------------------------------------------------------------------------------- |
| 第1回（2009年）       | 『ヘッテルとフエーテル』                                       | 『できる男は乳首できまる』                                                        |
| 第2回（2010年）       | 『スラムダンク孫子』                                           | 『命とひきかえにゴルフがうまくなる法』                                            |
| 第3回（2011年）       | 『奥ノ細道・オブ・ザ・デッド』                                 | 『モンキー・D・ルフィーの「D」はドラッカーだった』                                |
| 第4回（2012年上半期） | 『月刊円周率 2月号』                                           | 『バレーボールは眞鍋に学べ!』                                                     |
| 第5回（2012年下半期） | 『仕事と私どっちが大事なのって言ってくれる彼女も仕事もない。』 | 『もし、ドラッガーを読んでも勝てないと悟った女子マネージャーが肉体を駆使したら…』 |
| 第6回（2013年）       | 『妻が椎茸だったころ』                                         | 『海江田万里・後悔は海よりも深く』                                                |
| 第7回（2014年）       | 『人間にとってスイカとは何か』                                 | 『永遠のエロ』                                                                    |
| 第8回（2015年）       | 『やさしく象にふまれたい』                                     | 『偏差値めっちゃ上がる、なう』                                                    |
| 第9回（2016年）       | 『パープル式部』                                               | 『前科おじさん』                                                                  |
| 第10回（2017年）      | 『ムー公式 実践・超日常英会話』                                | 『ちょびもれ女子のための「あ！」すっきり手帖 もしかしてちょびもレディーかも？』   |
| 第11回（2018年）      | 『砂漠の空から冷凍チキン』                                     | 『殺人うんこ』                                                                    |
| 第12回（2019年）      | 『ゾンビ 対 数学 ― 数学なしでは生き残れない』                  | 『エロスでよみとく万葉集 えろまん』                                               |
| 第13回（2020年）      | 『あやうく一生懸命生きるところだった』                         | 『村上春樹のせいで』                                                              |
| 第14回（2021年）      | 『岩とからあげをまちがえる』                                   | 『全裸刑事チャーリー』                                                            |
| 第15回（2022年）      | 『まず牛を球とします。』                                       | 『ちくちくぴろんぴろん』                                                          |